# Ophiusa contracta
Ophiusa contracta là một loài bướm đêm trong họ Erebidae.